# Hockey Pro League masculina 2021-22
La Hockey Pro League masculina de 2021-22 es la tercera edición del campeonato de hockey sobre césped para equipos nacionales masculinos. El torneo comenzó el 16 de octubre de 2021 y terminó el 26 de junio de 2022.

## Formato
Nueve equipos compiten en un torneo con formato de todos contra todos, con partidos ida y vuelta, jugados de octubre a junio. 
Desde la segunda edición del torneo se mantiene el formato de ida y vuelta, pero este principio se divide en dos temporadas consecutivas y funciona de acuerdo con el siguiente ejemplo:
- En 2020, equipo A recibirá al equipo B dos veces en un par de días
- En 2021, equipo B recibirá al equipo A dos veces en un par de días

Si se cancela uno de los dos partidos entre dos equipos, el ganador del otro partido recibirá el doble de puntos. Una victoria en tiempo reglamentario vale tres puntos. En caso de empate, se lleva a cabo un desempate. El ganador del desempate obtiene dos puntos, el perdedor obtiene uno.

## Equipos
Los siguientes equipos participaron en el torneo:
- Australia
- Argentina
- Bélgica
- Canadá
- Inglaterra
- Francia
- Alemania
- India
- Países Bajos
- Nueva Zelanda
- Sudáfrica
- España

Los equipos de Australia y Nueva Zelanda tuvieron que retirarse por las restricciones de viaje relacionadas con la pandemia de COVID-19. La FIH los reemplazó por los equipos de España y Canadá en diciembre de 2021. En enero de 2022, Canadá tambień tuvo que retirarse por restricciones de viaje relacionadas con la pandemia. Fue reamplazado por el equipo de Francia el 25 de enero de 2022.

## Resultados

### Posiciones
| Pos. | Equipo       | Pts. | PJ | G  | GSO | PSO | P  | GF | GC | Dif. |  |
| ---- | ------------ | ---- | -- | -- | --- | --- | -- | -- | -- | ---- |  |
| 1    | Países Bajos | 42   | 16 | 12 | 3   | 0   | 1  | 61 | 28 | +33  |  |
| 2    | Bélgica      | 35   | 16 | 10 | 1   | 3   | 2  | 52 | 25 | +27  |  |
| 3    | India        | 30   | 16 | 8  | 2   | 2   | 4  | 62 | 40 | +22  |  |
| 4    | Alemania     | 28   | 16 | 8  | 2   | 0   | 6  | 40 | 36 | +4   |  |
| 5    | Argentina    | 25   | 16 | 6  | 3   | 1   | 6  | 31 | 35 | −4   |  |
| 6    | Inglaterra   | 24   | 16 | 7  | 1   | 1   | 7  | 40 | 41 | −1   |  |
| 7    | España       | 18   | 16 | 5  | 0   | 3   | 8  | 36 | 43 | −7   |  |
| 8    | Francia      | 13   | 16 | 4  | 0   | 1   | 11 | 31 | 46 | −15  |  |
| 9    | Sudáfrica    | 1    | 16 | 0  | 0   | 1   | 15 | 23 | 82 | −59  |  |

 Fuente: FIH
Criterios de clasificación: 1) puntos; 2) partidos ganados; 3) diferencia de goles; 4) goles a favor; 5) resultados enfrentamientos entre sí; 6) goles de campo anotados.

### Resultados
Todos los partidos se encuentran en horario local.
| 16 de octubre de 2021 | Bélgica | 6–1     | Alemania | Royal Uccle Sport, Bruselas                       |                                                   |
| 16:30                 |         | Reporte |          | Árbitra: Dan Barstow (ENG) Jonas van 't Hek (NED) | Árbitra: Dan Barstow (ENG) Jonas van 't Hek (NED) |

| 17 de octubre de 2021 | Bélgica | 5–3     | Alemania | Royal Uccle Sport, Bruselas                       |                                                   |
| 16:30                 |         | Reporte |          | Árbitra: Jonas van 't Hek (NED) Dan Barstow (ENG) | Árbitra: Jonas van 't Hek (NED) Dan Barstow (ENG) |

| 26 de noviembre de 2021 | Países Bajos                    | 2–2 (3–0 p.)               | Bélgica                          | Estadio Wagener, Amstelveen                       |                                                   |
| 18:30                   |                                 | Reporte                    |                                  | Árbitra: Christian Blasch (GER) Ben Göntgen (GER) | Árbitra: Christian Blasch (GER) Ben Göntgen (GER) |
|                         |                                 | Tiros desde el punto penal |                                  |                                                   |                                                   |
|                         | T. Brinkman · Van Dam · De Geus |                            | Van Aubel · De Sloover · Denayer |                                                   |                                                   |

| 28 de noviembre de 2021 | Países Bajos | 2–1     | Bélgica | Estadio Wagener, Amstelveen                      |                                                  |
| 14:00                   |              | Reporte |         | Árbitra: Bruce Bale (ENG) Christian Blasch (GER) | Árbitra: Bruce Bale (ENG) Christian Blasch (GER) |

| 4 de febrero de 2022 | España | 1–6     | Inglaterra | Estadio Betero, Valencia                         |                                                  |
| 11:00                |        | Reporte |            | Árbitra: Bruce Bale (ENG) Michelle Meister (GER) | Árbitra: Bruce Bale (ENG) Michelle Meister (GER) |

| 5 de febrero de 2022 | España | 2–3     | Inglaterra | Estadio Betero, Valencia                    |                                             |
| 13:00                |        | Reporte |            | Árbitra: Bruce Bale (ENG) Ivona Makar (CRO) | Árbitra: Bruce Bale (ENG) Ivona Makar (CRO) |

| 8 de febrero de 2022 | Francia | 0–5     | India | NWU Astro, Potchefstroom                           |                                                    |
| 18:00                |         | Reporte |       | Árbitra: Wanri Venter (RSA) Annelize Rostron (RSA) | Árbitra: Wanri Venter (RSA) Annelize Rostron (RSA) |

| 8 de febrero de 2022 | Sudáfrica | 1–11    | Países Bajos | NWU Astro, Potchefstroom,                        |                                                  |
| 20:00                |           | Reporte |              | Árbitra: Sean Rapaport (RSA) Ayden Shrives (RSA) | Árbitra: Sean Rapaport (RSA) Ayden Shrives (RSA) |

| 9 de febrero de 2022 | Sudáfrica | 2–10    | India | NWU Astro, Potchefstroom,                           |                                                     |
| 18:00                |           | Reporte |       | Árbitra: Annelize Rostron (RSA) Ayden Shrives (RSA) | Árbitra: Annelize Rostron (RSA) Ayden Shrives (RSA) |

| 9 de febrero de 2022 | Francia                               | 2–2 (2–4 p.)               | Países Bajos                                     | NWU Astro, Potchefstroom                        |                                                 |
| 20:00                |                                       | Reporte                    |                                                  | Árbitra: Wanri Venter (RSA) Sean Rapaport (RSA) | Árbitra: Wanri Venter (RSA) Sean Rapaport (RSA) |
|                      |                                       | Tiros desde el punto penal |                                                  |                                                 |                                                 |
|                      | Lockwood · Tynevez · Dumont · Charlet |                            | Van Dam · T. Brinkman · Reyenga · Bijen · De Mol |                                                 |                                                 |

| 12 de febrero de 2022 | Francia | 5–2     | India | NWU Astro, Potchefstroom                           |                                                    |
| 18:00                 |         | Reporte |       | Árbitra: Sean Rapaport (RSA) Annelize Rotron (RSA) | Árbitra: Sean Rapaport (RSA) Annelize Rotron (RSA) |

| 12 de febrero de 2022 | Argentina | 2–1     | Bélgica | CeNARD, Buenos Aires                                   |                                                        |
| 19:00                 |           | Reporte |         | Árbitra: Germán Montes de Oca (ARG) Diego Barbas (ARG) | Árbitra: Germán Montes de Oca (ARG) Diego Barbas (ARG) |

| 12 de febrero de 2022 | Sudáfrica | 2–6     | Países Bajos | NWU Astro, Potchefstroom,                       |                                                 |
| 20:00                 |           | Reporte |              | Árbitra: Ayden Shrives (RSA) Wanri Venter (RSA) | Árbitra: Ayden Shrives (RSA) Wanri Venter (RSA) |

| 13 de febrero de 2022 | Sudáfrica | 2–10    | India | NWU Astro, Potchefstroom,                           |                                                     |
| 18:00                 |           | Reporte |       | Árbitra: Annelize Rostron (RSA) Syden Shrives (RSA) | Árbitra: Annelize Rostron (RSA) Syden Shrives (RSA) |

| 13 de febrero de 2022 | Argentina | 0–2     | Bélgica | CeNARD, Buenos Aires                                   |                                                        |
| 19:00                 |           | Reporte |         | Árbitra: Diego Barbas (ARG) Germán Montes de Oca (ARG) | Árbitra: Diego Barbas (ARG) Germán Montes de Oca (ARG) |

| 13 de febrero de 2022 | Francia | 1–5     | Países Bajos | NWU Astro, Potchefstroom                        |                                                 |
| 20:00                 |         | Reporte |              | Árbitra: Wanri Venter (RSA) Sean Rapaport (RSA) | Árbitra: Wanri Venter (RSA) Sean Rapaport (RSA) |

| 15 de febrero de 2022 | Sudáfrica | 1–4     | Francia | NWU Astro, Potchefstroom,                        |                                                  |
| 20:00                 |           | Reporte |         | Árbitra: Ayden Shrives (RSA) Sean Rapaport (RSA) | Árbitra: Ayden Shrives (RSA) Sean Rapaport (RSA) |

| 16 de febrero de 2022 | Francia | 2–3     | Alemania | NWU Astro, Potchefstroom                           |                                                    |
| 20:00                 |         | Reporte |          | Árbitra: Annelize Rostron (RSA) Wanri Venter (RSA) | Árbitra: Annelize Rostron (RSA) Wanri Venter (RSA) |

| 17 de febrero de 2022 | Sudáfrica | 1–6     | Alemania | NWU Astro, Potchefstroom,                           |                                                     |
| 20:00                 |           | Reporte |          | Árbitra: Annelize Rostron (RSA) Ayden Shrives (RSA) | Árbitra: Annelize Rostron (RSA) Ayden Shrives (RSA) |

| 19 de febrero de 2022 | Argentina | 2–0     | Inglaterra | CeNARD, Buenos Aires                                   |                                                        |
| 16:30                 |           | Reporte |            | Árbitra: Germán Montes de Oca (ARG) Diego Barbas (ARG) | Árbitra: Germán Montes de Oca (ARG) Diego Barbas (ARG) |

| 19 de febrero de 2022 | Francia | 2–4     | Alemania | NWU Astro, Potchefstroom                            |                                                     |
| 20:00                 |         | Reporte |          | Árbitra: Sean Rapaport (RSA) Annelize Rostron (RSA) | Árbitra: Sean Rapaport (RSA) Annelize Rostron (RSA) |

| 20 de febrero de 2022 | Argentina | 3–1     | Inglaterra | CeNARD, Buenos Aires                                   |                                                        |
| 16:30                 |           | Reporte |            | Árbitra: Diego Barbas (ARG) Germán Montes de Oca (ARG) | Árbitra: Diego Barbas (ARG) Germán Montes de Oca (ARG) |

| 20 de febrero de 2022 | Sudáfrica | 1–2     | Francia | NWU Astro, Potchefstroom,                        |                                                  |
| 20:00                 |           | Reporte |         | Árbitra: Sean Rapaport (RSA) Ayden Shrives (RSA) | Árbitra: Sean Rapaport (RSA) Ayden Shrives (RSA) |

| 21 de febrero de 2022 | Sudáfrica | 1–3     | Alemania | NWU Astro, Potchefstroom,                       |                                                 |
| 20:00                 |           | Reporte |          | Árbitra: Sean Rapaport (RSA) Wanri Venter (RSA) | Árbitra: Sean Rapaport (RSA) Wanri Venter (RSA) |

| 26 de febrero de 2022 | India | 5–4     | España | Estadio Kalinga, Bhubaneswar                   |                                                |
| 19:30                 |       | Reporte |        | Árbitra: Raghu Prasad (IND) Javed Shaikh (IND) | Árbitra: Raghu Prasad (IND) Javed Shaikh (IND) |

| 27 de febrero de 2022 | India | 3–5     | España | Estadio Kalinga, Bhubaneswar                   |                                                |
| 19:30                 |       | Reporte |        | Árbitra: Javed Shaikh (IND) Raghu Prasad (IND) | Árbitra: Javed Shaikh (IND) Raghu Prasad (IND) |

| 19 de marzo de 2022 | India                                       | 2–2 (1–3 p.)               | Argentina                            | Estadio Kalinga, Bhubaneswar                   |                                                |
| 19:30               |                                             | Reporte                    |                                      | Árbitra: Javed Shaikh (IND) Deepak Joshi (IND) | Árbitra: Javed Shaikh (IND) Deepak Joshi (IND) |
|                     |                                             | Tiros desde el punto penal |                                      |                                                |                                                |
|                     | Harmanpreet · Abhishek · Gurjant · Sukhjeet |                            | Keenan · Domene · Toscani · Ferreiro |                                                |                                                |

| 20 de marzo de 2022 | India | 4–3     | Argentina | Estadio Kalinga, Bhubaneswar                    |                                                 |
| 19:30               |       | Reporte |           | Árbitra: Raghu Prasad (IND) Javeed Shaikh (IND) | Árbitra: Raghu Prasad (IND) Javeed Shaikh (IND) |

| 26 de marzo de 2022 | Alemania | 2–1     | España | Warsteiner HockeyPark, Mönchengladbach         |                                                |
| 16:30               |          | Reporte |        | Árbitra: Dan Barstow (ENG) Michiel Otten (NED) | Árbitra: Dan Barstow (ENG) Michiel Otten (NED) |

| 27 de marzo de 2022 | Alemania                            | 1–1 (3–2 p.)               | España                                             | Warsteiner HockeyPark, Mönchengladbach        |                                               |
| 14:30               |                                     | Reporte                    |                                                    | Árbitra: Sarah Wilson (SCO) Dan Barstow (ENG) | Árbitra: Sarah Wilson (SCO) Dan Barstow (ENG) |
|                     |                                     | Tiros desde el punto penal |                                                    |                                               |                                               |
|                     | Wellen · Hartkopf · Prinz · Hellwig |                            | Iglesias · Gispert · Miralles · Reyné · Vilallonga |                                               |                                               |

| 2 de abril de 2022 | India                                                                    | 3–3 (3–2 p.)               | Inglaterra                                                            | Estadio Kalinga, Bhubaneswar                   |                                                |
| 19:30              |                                                                          | Reporte                    |                                                                       | Árbitra: Raghu Prasad (IND) Javed Shaikh (IND) | Árbitra: Raghu Prasad (IND) Javed Shaikh (IND) |
|                    |                                                                          | Tiros desde el punto penal |                                                                       |                                                |                                                |
|                    | Harmanpreet · Shamsher · Raj · Abhishek · Vivek · Harmanpreet · Abhishek |                            | Ansell · Griffiths · Sorsby · Albery · Goodfield · Griffiths · Ansell |                                                |                                                |

| 3 de abril de 2022 | India | 4–3     | Inglaterra | Estadio Kalinga, Bhubaneswar                   |                                                |
| 19:30              |       | Reporte |            | Árbitra: Deepak Joshi (IND) Raghu Prasad (IND) | Árbitra: Deepak Joshi (IND) Raghu Prasad (IND) |

| 14 de abril de 2022 | India | 3–0     | Alemania | Estadio Kalinga, Bhubaneswar                       |                                                    |
| 19:30               |       | Reporte |          | Árbitra: Rawi Anbananthan (MAS) Javed Shaikh (IND) | Árbitra: Rawi Anbananthan (MAS) Javed Shaikh (IND) |

| 15 de abril de 2022 | India | 3–1     | Alemania | Estadio Kalinga, Bhubaneswar                       |                                                    |
| 19:30               |       | Reporte |          | Árbitra: Raghu Prasad (IND) Rawi Anbananthan (MAS) | Árbitra: Raghu Prasad (IND) Rawi Anbananthan (MAS) |

| 16 de abril de 2022 | Argentina | 4–2     | Francia | CeNARD, Buenos Aires                                      |                                                           |
| 18:30               |           | Reporte |         | Árbitra: Germán Montes de Oca (ARG) Federico García (URU) | Árbitra: Germán Montes de Oca (ARG) Federico García (URU) |

| 17 de abril de 2022 | Argentina | 0–2     | Francia | CeNARD, Buenos Aires                                |                                                     |
| 18:30               |           | Reporte |         | Árbitra: Federico García (URU) Maggie Giddens (USA) | Árbitra: Federico García (URU) Maggie Giddens (USA) |

| 23 de abril de 2022 | Argentina | 4–3     | Sudáfrica | CeNARD, Buenos Aires                              |                                                   |
| 16:00               |           | Reporte |           | Árbitra: Diego Barbas (ARG) Irene Presenqui (ARG) | Árbitra: Diego Barbas (ARG) Irene Presenqui (ARG) |

| 24 de abril de 2022 | Argentina                               | 2–2 (2–1 p.)               | Sudáfrica                                       | CeNARD, Buenos Aires                                      |                                                           |
| 16:00               |                                         | Reporte                    |                                                 | Árbitra: Germán Montes de Oca (ARG) Irene Presenqui (ARG) | Árbitra: Germán Montes de Oca (ARG) Irene Presenqui (ARG) |
|                     |                                         | Tiros desde el punto penal |                                                 |                                                           |                                                           |
|                     | Acosta · Capurro · Martins · Gencarelli |                            | de Lora · Abrahams · Ntuli · Futcher · Sherwood |                                                           |                                                           |

| 4 de mayo de 2022 | Alemania | 0–1     | Inglaterra | Warsteiner HockeyPark, Mönchengladbach           |                                                  |
| 17:30             |          | Reporte |            | Árbitra: Jakub Mejzlík (CZE) Martin Madden (SCO) | Árbitra: Jakub Mejzlík (CZE) Martin Madden (SCO) |

| 5 de mayo de 2022 | Alemania | 3–2     | Inglaterra | Warsteiner HockeyPark, Mönchengladbach           |                                                  |
| 15:30             |          | Reporte |            | Árbitra: Jakub Mejzlík (CZE) Martin Madden (SCO) | Árbitra: Jakub Mejzlík (CZE) Martin Madden (SCO) |

| 14 de mayo de 2022 | España | 0–1     | Argentina | Estadio Betero, Valencia                      |                                               |
| 16:30              |        | Reporte |           | Árbitra: Steve Rogers (AUS) Ben Göntgen (GER) | Árbitra: Steve Rogers (AUS) Ben Göntgen (GER) |

| 15 de mayo de 2022 | España | 1–1 (5–6 p.)               | Argentina | Estadio Betero, Valencia                          |                                                   |
| 16:30              | | Reporte                    | | Árbitra: Ben Göntgen (GER) Laurine Delforge (BEL) | Árbitra: Ben Göntgen (GER) Laurine Delforge (BEL) |
|                    | | Tiros desde el punto penal | |                                                   |                                                   |
|                    | Gispert · Menini · Miralles · Reyné · Tarrés · Gispert · Reyné · Menini · Miralles · Tarrés · Gispert · Reyné |                            | Keenan · Domene · Toscani · Martínez · Ferreiro · Keenan · Domene · Toscani · Martínez · Ferreiro · Ferreiro · Keenan |                                                   |                                                   |

| 17 de mayo de 2022 | España | 4–2     | Francia | Estadio Betero, Valencia                      |                                               |
| 11:30              |        | Reporte |         | Árbitra: Steve Rogers (AUS) Ben Göntgen (GER) | Árbitra: Steve Rogers (AUS) Ben Göntgen (GER) |

| 18 de mayo de 2022 | España | 1–0     | Francia | Estadio Betero, Valencia                       |                                                |
| 11:30              |        | Reporte |         | Árbitra: Liu Xiaoying (CHN) Steve Rogers (AUS) | Árbitra: Liu Xiaoying (CHN) Steve Rogers (AUS) |

| 20 de mayo de 2022 | Bélgica                                           | 3–3 (3–2 p.)               | España                                       | Wilrijkse Plein, Amberes                          |                                                   |
| 20:30              |                                                   | Reporte                    |                                              | Árbitra: Christian Blasch (GER) Dan Barstow (ENG) | Árbitra: Christian Blasch (GER) Dan Barstow (ENG) |
|                    |                                                   | Tiros desde el punto penal |                                              |                                                   |                                                   |
|                    | Boccard · De Sloover · Gougnard · Wegnez · Cosyns |                            | Gispert · Menini · Miralles · Reyné · Clapés |                                                   |                                                   |

| 21 de mayo de 2022 | Inglaterra | 5–4     | Francia | Lee Valley Hockey and Tennis Centre, Londres        |                                                     |
| 13:00              |            | Reporte |         | Árbitra: Michiel Otten (NED) Jonas van 't Hek (NED) | Árbitra: Michiel Otten (NED) Jonas van 't Hek (NED) |

| 21 de mayo de 2022 | Alemania | 6–3     | Argentina | Ernst Reuter Sportfeld, Berlín                   |                                                  |
| 13:30              |          | Reporte |           | Árbitra: Martin Madden (SCO) Jakub Mejzlík (CZE) | Árbitra: Martin Madden (SCO) Jakub Mejzlík (CZE) |

| 21 de mayo de 2022 | Bélgica | 5–1     | España | Wilrijkse Plein, Amberes                          |                                                   |
| 20:30              |         | Reporte |        | Árbitra: Dan Barstow (ENG) Christian Blasch (GER) | Árbitra: Dan Barstow (ENG) Christian Blasch (GER) |

| 22 de mayo de 2022 | Inglaterra | 4–1     | Francia | Lee Valley Hockey and Tennis Centre, Londres        |                                                     |
| 12:00              |            | Reporte |         | Árbitra: Jonas van 't Hek (NED) Michiel Otten (NED) | Árbitra: Jonas van 't Hek (NED) Michiel Otten (NED) |

| 22 de mayo de 2022 | Alemania                                            | 1–1 (4–2 p.)               | Argentina                            | Ernst Reuter Sportfeld, Berlín                   |                                                  |
| 14:30              |                                                     | Reporte                    |                                      | Árbitra: Martin Madden (SCO) Jakub Mejzlík (CZE) | Árbitra: Martin Madden (SCO) Jakub Mejzlík (CZE) |
|                    |                                                     | Tiros desde el punto penal |                                      |                                                  |                                                  |
|                    | Hartkopf · T. Grambusch · Trompertz · Prinz · Große |                            | Keenan · Domene · Ferreiro · Cicileo |                                                  |                                                  |

| 28 de mayo de 2022 | Inglaterra | 4–2     | Sudáfrica | Lee Valley Hockey and Tennis Centre, Londres     |                                                  |
| 12:00              |            | Reporte |           | Árbitra: Martin Madden (SCO) Michiel Otten (NED) | Árbitra: Martin Madden (SCO) Michiel Otten (NED) |

| 28 de mayo de 2022 | Bélgica | 2–1     | Francia | Wilrijkse Plein, Amberes                                   |                                                            |
| 18:00              |         | Reporte |         | Árbitra: Christian Blasch (GER) Sébastien Michielsen (BEL) | Árbitra: Christian Blasch (GER) Sébastien Michielsen (BEL) |

| 29 de mayo de 2022 | Inglaterra | 3–0     | Sudáfrica | Lee Valley Hockey and Tennis Centre, Londres     |                                                  |
| 12:00              |            | Reporte |           | Árbitra: Martin Madden (SCO) Michiel Otten (NED) | Árbitra: Martin Madden (SCO) Michiel Otten (NED) |

| 29 de mayo de 2022 | Bélgica | 3–1     | Francia | Wilrijkse Plein, Amberes                            |                                                     |
| 18:00              |         | Reporte |         | Árbitra: Christian Blasch (GER) Jakub Mejzlík (CZE) | Árbitra: Christian Blasch (GER) Jakub Mejzlík (CZE) |

| 1 de junio de 2022 | Países Bajos | 5–2     | Argentina | R.K.H.V. Union, Nimega                            |                                                   |
| 17:30              |              | Reporte |           | Árbitra: Dan Barstow (ENG) Jonas van 't Hek (NED) | Árbitra: Dan Barstow (ENG) Jonas van 't Hek (NED) |

| 2 de junio de 2022 | Países Bajos | 3–1     | Argentina | R.K.H.V. Union, Nimega                            |                                                   |
| 18:00              |              | Reporte |           | Árbitra: Christian Blasch (GER) Dan Barstow (ENG) | Árbitra: Christian Blasch (GER) Dan Barstow (ENG) |

| 4 de junio de 2022 | Inglaterra | 0–3     | Países Bajos | Lee Valley Hockey and Tennis Centre, Londres          |                                                       |
| 16:30              |            | Reporte |              | Árbitra: Christian Blasch (GER) David Tomlinson (NZL) | Árbitra: Christian Blasch (GER) David Tomlinson (NZL) |

| 4 de junio de 2022 | España | 5–3     | Sudáfrica | Estadio Olímpico de Tarrasa, Tarrasa              |                                                   |
| 19:00              |        | Reporte |           | Árbitra: Jonas van 't Hek (NED) Dan Barstow (ENG) | Árbitra: Jonas van 't Hek (NED) Dan Barstow (ENG) |

| 5 de junio de 2022 | Inglaterra | 3–6     | Países Bajos | Lee Valley Hockey and Tennis Centre, Londres          |                                                       |
| 15:30              |            | Reporte |              | Árbitra: David Tomlinson (NZL) Christian Blasch (GER) | Árbitra: David Tomlinson (NZL) Christian Blasch (GER) |

| 5 de junio de 2022 | España | 3–0     | Sudáfrica | Estadio Olímpico de Tarrasa, Tarrasa              |                                                   |
| 19:00              |        | Reporte |           | Árbitra: Jonas van 't Hek (NED) Dan Barstow (ENG) | Árbitra: Jonas van 't Hek (NED) Dan Barstow (ENG) |

| 7 de junio de 2022 | Bélgica | 5–0     | Sudáfrica | Wilrijkse Plein, Amberes                            |                                                     |
| 18:00              |         | Reporte |           | Árbitra: David Tomlinson (NZL) Coen van Bunge (NED) | Árbitra: David Tomlinson (NZL) Coen van Bunge (NED) |

| 8 de junio de 2022 | Bélgica | 4–2     | Sudáfrica | Wilrijkse Plein, Amberes                            |                                                     |
| 18:00              |         | Reporte |           | Árbitra: David Tomlinson (NZL) Coen van Bunge (NED) | Árbitra: David Tomlinson (NZL) Coen van Bunge (NED) |

| 11 de junio de 2022 | Bélgica                                              | 3–3 (4–5 p.)               | India                                                 | Wilrijkse Plein, Amberes                            |                                                     |
| 16:30               |                                                      | Reporte                    |                                                       | Árbitra: David Tomlinson (NZL) Coen van Bunge (NED) | Árbitra: David Tomlinson (NZL) Coen van Bunge (NED) |
|                     |                                                      | Tiros desde el punto penal |                                                       |                                                     |                                                     |
|                     | Boccard · Cosyns · Gougnard · De Sloover · De Kerpel |                            | Harmanpreet · Abhishek · Lalit · Shamsher · Akashdeep |                                                     |                                                     |

| 11 de junio de 2022 | Alemania | 2–3     | Países Bajos | Der Club an der Alster, Hamburgo              |                                               |
| 16:30               |          | Reporte |              | Árbitra: Bruce Bale (ENG) Jakub Mejzlík (CZE) | Árbitra: Bruce Bale (ENG) Jakub Mejzlík (CZE) |

| 12 de junio de 2022 | Alemania | 4–1     | Países Bajos | Der Club an der Alster, Hamburgo              |                                               |
| 14:30               |          | Reporte |              | Árbitra: Bruce Bale (ENG) Jakub Mejzlík (CZE) | Árbitra: Bruce Bale (ENG) Jakub Mejzlík (CZE) |

| 12 de junio de 2022 | Bélgica | 3–2     | India | Wilrijkse Plein, Amberes                            |                                                     |
| 16:30               |         | Reporte |       | Árbitra: Coen van Bunge (NED) David Tomlinson (NZL) | Árbitra: Coen van Bunge (NED) David Tomlinson (NZL) |

| 18 de junio de 2022 | Inglaterra              | 2–2 (3–0 p.)               | Bélgica                       | Lee Valley Hockey and Tennis Centre, Londres    |                                                 |
| 16:30               |                         | Reporte                    |                               | Árbitra: Paul Walker (ENG) Coen van Bunge (NED) | Árbitra: Paul Walker (ENG) Coen van Bunge (NED) |
|                     |                         | Tiros desde el punto penal |                               |                                                 |                                                 |
|                     | Roper · Albery · Ansell |                            | Boccard · De Sloover · Wegnez |                                                 |                                                 |

| 18 de junio de 2022 | Países Bajos                        | 2–2 (4–1 p.)               | India                          | Hazelaarweg Stadion, Róterdam                 |                                               |
| 16:30               |                                     | Reporte                    |                                | Árbitra: Jakub Mejzlík (CZE) Bruce Bale (ENG) | Árbitra: Jakub Mejzlík (CZE) Bruce Bale (ENG) |
|                     |                                     | Tiros desde el punto penal |                                |                                               |                                               |
|                     | Pieters · Van Dam · De Geus · Bijen |                            | Harmanpreet · Abhishek · Vivek |                                               |                                               |

| 19 de junio de 2022 | Inglaterra | 0–5     | Bélgica | Lee Valley Hockey and Tennis Centre, Londres     |                                                  |
| 15:30               |            | Reporte |         | Árbitra: Alison Keogh (IRL) Coen van Bunge (NED) | Árbitra: Alison Keogh (IRL) Coen van Bunge (NED) |

| 19 de junio de 2022 | Países Bajos | 2–1     | India | Hazelaarweg Stadion, Róterdam                 |                                               |
| 16:30               |              | Reporte |       | Árbitra: Jakub Mejzlík (CZE) Bruce Bale (ENG) | Árbitra: Jakub Mejzlík (CZE) Bruce Bale (ENG) |

| 25 de junio de 2022 | Países Bajos | 4–3     | España | HC 's-Hertogenbosch, 's-Hertogenbosch,          |                                                 |
| 16:30               |              | Reporte |        | Árbitra: Marcin Grochal (POL) Ben Göntgen (GER) | Árbitra: Marcin Grochal (POL) Ben Göntgen (GER) |

| 26 de junio de 2022 | Países Bajos | 4–1     | España | HC 's-Hertogenbosch, 's-Hertogenbosch,          |                                                 |
| 16:00               |              | Reporte |        | Árbitra: Marcin Grochal (POL) Ben Göntgen (GER) | Árbitra: Marcin Grochal (POL) Ben Göntgen (GER) |